# Rue Camulogène
Rue Camulogène är en återvändsgata i Quartier Saint-Lambert i Paris femtonde arrondissement. Gatan är uppkallad efter den keltiske fältherren Camulogenus, vilken stupade i slaget vid Lutetia år 52 f.Kr. Rue Camulogène börjar vid Rue Chauvelot 7.

## Omgivningar
- Saint-Antoine-de-Padoue
- Square Julia-Bartet
- Impasse du Labrador
- Rue de Montebello
- Rue Vercingétorix

## Bilder
| - Camulogenus, skulptur utförd av Eugène-Louis Lequesne. - Rue Camulogène. - Gatuskylt. - Saint-Antoine-de-Padoue. - Square Julia-Bartet. |

## Kommunikationer
- Tunnelbana – linje  – Porte de Vanves
- Busshållplats Chauvelot – Paris bussnät

### Webbkällor
- ”Rue Camulogène”. Mairie de Paris. https://web.archive.org/web/20160303214908/http://www.v2asp.paris.fr/commun/v2asp/v2/nomenclature_voies/Voieactu/1467.nom.htm. Läst 1 januari 2024.
- ”Rue Camulogène (15ème arrondissement)”. Les rues de Paris. https://web.archive.org/web/20160409003754/http://www.parisrues.com/rues15/paris-15-rue-camulogene.html. Läst 1 januari 2024.